# Jessica Teixeira Vieira
Jessica Teixeira Vieira (sinh ngày 13 tháng 11 năm 1991 tại Maputo, Mozambique) là một vận động viên bơi lội Mozambique. Cô đã tham gia Thế vận hội Mùa hè 2012 trong tự do 50 m.